# Love Me Like You Do
Singles de Ellie Goulding
Outside
(2014) Powerful
(2015)
Love Me Like You Do est une chanson d'Ellie Goulding, sortie le 7 janvier 2015 en tant que single de la bande originale du film Cinquante nuances de Grey (2015). Elle dépasse la barre du milliard de vues sur YouTube le 29 février 2016. Le clip est diffusé avec la signalétique « déconseillé aux moins de 10 ans » sur D17/CSTAR.

## Crédits et personnels
- Chant : Ellie Goulding
- Auteurs : Max Martin, Savan Kotecha, Ilya Salmanzadeh, Ali Payami, Tove Nilsson
- Production : Max Martin, Ali Payami

Crédits extraits du livret de l'album Cinquante nuances de Grey, Cherrytree, Interscope, Republic, Universal

## Classements musicaux
| Classement (2015)                       | Meilleure position |
| --------------------------------------- | ------------------ |
| Allemagne (Media Control AG)            | 1                  |
| Australie (ARIA)                        | 1                  |
| Autriche (Ö3 Austria Top 40)            | 1                  |
| Belgique (Flandre Ultratop 50 Singles)  | 2                  |
| Belgique (Wallonie Ultratop 50 Singles) | 3                  |
| Canada (Hot 100)                        | 6                  |
| Danemark (Tracklisten)                  | 1                  |
| Écosse (OCC)                            | 1                  |
| Espagne (PROMUSICAE)                    | 1                  |
| États-Unis (Hot 100)                    | 3                  |
| États-Unis (Adult Contemporary)         | 4                  |
| États-Unis (Adult Pop Songs)            | 1                  |
| États-Unis (Pop Airplay)                | 1                  |
| Europe (Hot 100)                        | 1                  |
| Finlande (Suomen virallinen lista)      | 1                  |
| France (SNEP)                           | 5                  |
| France (SNEP Streaming)                 | 2                  |
| Hongrie (Rádiós Top 40)                 | 21                 |
| Israël (Media Forest)                   | 1                  |
| Italie (FIMI)                           | 1                  |
| Irlande (IRMA)                          | 1                  |
| Japon (Hot 100)                         | 83                 |
| Pays-Bas (Nederlandse Top 40)           | 2                  |
| Pays-Bas (Single Top 100)               | 2                  |
| Nouvelle-Zélande (RMNZ)                 | 1                  |
| Norvège (VG-lista)                      | 1                  |
| Pologne (ZPAV)                          | 3                  |
| Tchéquie (IFPI Rádio)                   | 15                 |
| Royaume-Uni (UK Singles Chart)          | 1                  |
| Slovaquie (IFPI Rádio)                  | 7                  |
| Suède (Sverigetopplistan)               | 1                  |
| Suisse (Schweizer Hitparade)            | 1                  |

## Vidéo musicale
Le clip de "Love Me like You Do" a été réalisé par Georgia Hudson, filmé en décembre 2014 et diffusé pour la première fois le 22 janvier 2015. Il met en vedette Goulding et son partenaire à l'écran, Charlie Harding, danse de salon dans un manoir, ainsi que des scènes de « Cinquante nuances de Grey ». FrançaisEn ce qui concerne la danse dans la vidéo, elle a commenté : « Je suis dedans. C'est moi ! Je danse dedans ! [...] Je suis devenue fascinée par la danse de salon, alors je me suis dit : « Est-ce que je peux danser un peu dedans ? ». Alors ils m'ont laissée faire. Il y a un gars dedans, Charlie, et il y a des moments vraiment sensuels, et c'est dans une très belle maison. Je pense que c'est l'une de mes vidéos préférées. » La vidéo a reçu une nomination pour le Meilleure vidéo féminine aux MTV Video Music Awards 2015. La vidéo a dépassé le milliard de vues sur YouTube à la fin du mois de février 2016 ; la 21e chanson à franchir ce cap.
En France, le clip a été diffusé sur certaines chaînes avec un avertissement « Déconseillé aux moins de 10 ans » avec certaines scènes du film floutées.[réf. nécessaire]